# Elaeagnus obtusa
Elaeagnus obtusa är en havtornsväxtart som beskrevs av C. Y. Chang. Elaeagnus obtusa ingår i släktet silverbuskar, och familjen havtornsväxter. Inga underarter finns listade i Catalogue of Life.